# 則定隆男
則定 隆男（のりさだ たかお、1949年3月19日 - ）は、日本の経営学者、関西学院大学名誉教授。

## 略歴
兵庫県神戸市生まれ。関西学院高等部卒業、1971年関西学院大学経済学部卒、1973年同大学院文学研究科修士課程修了。1994年「契約成立とレター・オブ・インテント 契約成立過程におけるコミュニケーション」で商学博士。1973年兵庫県立神戸北高等学校教諭、1977年平安女学院短期大学講師、1980年助教授、1984年関西学院大学商学部専任講師、1986年助教授を経て、1992年教授。2017年退任、名誉教授となる。これまでに国際ビジネスコミュニケーション学会理事長などを務める。国際ビジネスをコミュニケーションや文化の面から研究。 

## 著書
- 『ビジネス英語を学ぶ・考える』英宝社 1990
- 『契約成立とレター・オブ・インテント 契約成立過程におけるコミュニケーション』東京布井出版 1990
- 『レター・オブ・インテントの用途と書き方』東京布井出版 1995
- 『ビジネスの「コトバ学」』 (日経プレミアシリーズ) 日本経済新聞出版社 2008
- 『買わされる「名付け」10の法則』 (日経プレミアシリーズ) 日本経済新聞出版社 2010
- 『フレームを変えると、世界が変わる コトバのマジック』関西学院大学出版会 2014

### 共著
- 『入門商業英語』中村巳喜人共著 英宝社 1982
- 『国際取引における交渉の戦略と英語』Byron D.Syler 共著 東京布井出版 1995
- 『国際ビジネスコミュニケーション 国際ビジネス分析の新しい視点』椿弘次, 亀田尚己共編. 丸善, 2010

### 翻訳
- ジェズワルド・W.サラキューズ『実践グローバル交渉 国際取引交渉における障壁とその対策』福田靖, 亀田尚己共訳 中央経済社 1996

## 論文
- <則定隆男